# Љубав на браздама
„Љубав на браздама” (словен. Ljubezen na odoru) је југословенски и словеначки филм први пут приказан 7. марта 1973. године. Режирао га је Војко Дулетић који је написао и сценарио по делу Прежихов Воранца.

## Улоге
| Глумац           | Улога    |
| ---------------- | -------- |
| Метка Франко     | Радманца |
| Јани Голоб       |          |
| Андреј Градишек  |          |
| Ангелца Хлебце   |          |
| Изток Јереб      | Ворух    |
| Берта Кривец     |          |
| Маница Кривич    |          |
| Рок Кривич       |          |
| Тончек Прелесник |          |

Остале улоге  ▼
| Глумац           | Улога  |
| ---------------- | ------ |
| Томаж Слапник    |        |
| Александер Валич | Радман |
| Стефан Врсник    |        |
| Јоже Вуншек      |        |